# Etroplus
Etroplus är ett släkte av fiskar i familjen ciklider. Släktet omfattar tre arter och utgör det enda bland cikliderna som förekommer naturligt i Asien. Deras närmaste släktingar återfinns i släktet Paretroplus på Madagaskar. Fiskarna i dessa släkten måste ha separerats redan under den geologiska perioden mesozoikum, eftersom plattektoniska rörelser gjorde att den Indiska subkontinenten skildes från Madagaskar i slutet av krita.

## Arter
Kladogram enligt Catalogue of Life:
| Etroplus | \| \| Etroplus canarensis Day, 1877 Förekommer endemiskt i Indien.[6] \| \| \| \| \| \| Etroplus maculatus (Bloch, 1795) På svenska kallad "gul ciklid", förekommer i Indien och Sri Lanka.[7] \| \| \| \| \| \| Etroplus suratensis (Bloch, 1790) Förekommer naturligt i Indien och Sri Lanka samt som introducerad art i Malaysia och Singapore.[8] \| \| \| \| |
|          | \| \| Etroplus canarensis Day, 1877 Förekommer endemiskt i Indien.[6] \| \| \| \| \| \| Etroplus maculatus (Bloch, 1795) På svenska kallad "gul ciklid", förekommer i Indien och Sri Lanka.[7] \| \| \| \| \| \| Etroplus suratensis (Bloch, 1790) Förekommer naturligt i Indien och Sri Lanka samt som introducerad art i Malaysia och Singapore.[8] \| \| \| \| |
|          | Etroplus canarensis Day, 1877 Förekommer endemiskt i Indien. |
|          | |
|          | Etroplus maculatus (Bloch, 1795) På svenska kallad "gul ciklid", förekommer i Indien och Sri Lanka. |
|          | |
|          | Etroplus suratensis (Bloch, 1790) Förekommer naturligt i Indien och Sri Lanka samt som introducerad art i Malaysia och Singapore. |
|          | |

## Etymologi
Släktnamnet Etroplus är sammansatt grekiska etron ("buk", "mage") och όπλο (oplon: "beväpning", "vapen") och syftar på de kraftiga fenstrålarna i den främre delen av fiskarnas analfena.